# Авіаносці типу «Боуг»
Авіаносці типу «Боуг» (англ. Bogue-class escort carrier) — серія ескортних авіаносців США часів Другої світової війни.

## Представники
| Назва (американська)          | Номер  | Назва (британська)            |
| ----------------------------- | ------ | ----------------------------- |
| 1 група (тип «Attacker»)      |        |                               |
| «Олтамаго» Altamaha           | CVE-6  | HMS Battler (D18) Батлер      |
| Барнс Barnes                  | CVE-7  | HMS Attacker (D02) Аттакер    |
| «Блок-Айленд» Block Island    | CVE-8  | HMS Hunter (D80) Гантер       |
| «Боуг» Bogue                  | CVE-9  |                               |
| «Бретон» Breton               | CVE-10 | HMS Chaser (D32) Чейсер       |
| «Кард» Card                   | CVE-11 |                               |
| «Копахі» Copahee              | CVE-12 |                               |
| «Кор» Core                    | CVE-13 |                               |
| «Кроатан» Croatan             | CVE-14 | HMS Fencer (D64) Фенсер       |
| «Гамлін» Hamlin               | CVE-15 | HMS Stalker (D91) Сталкер     |
| «Нассау» Nassau               | CVE-16 |                               |
| «Сент-Джордж» St. George      | CVE-17 | HMS Pursuer (D73) Персьюер    |
| «Олтамаго» Altamaha           | CVE-18 |                               |
| «Принс-Вільям» Prince William | CVE-19 | HMS Striker (D12) Страйкер    |
| «Барнс» Barnes                | CVE-20 |                               |
| «Блок-Айленд» Block Island    | CVE-21 |                               |
|                               | CVE-22 | HMS Searcher (D40) Серчер     |
| «Бретон» Breton               | CVE-23 |                               |
|                               | CVE-24 | HMS Ravager (D70) Реведжер    |
| «Кроатан» Croatan             | CVE-25 |                               |
|                               | BAVG-6 | HMS Tracker (D24) Трекер      |
| 2 група (тип «Ameer»)         |        |                               |
| «Принс-Вільям» Prince William | CVE-31 |                               |
| «Четем» Chatham               | CVE-32 | HMS Slinger (D26) Слінгер     |
| «Ґлейшер» Glacier             | CVE-33 | HMS Atheling (D51) Ателінг    |
| «Пибус» Pybus                 | CVE-34 | HMS Emperor (D98) Емперор     |
| «Баффінз» Baffins             | CVE-35 | HMS Ameer (D01) Емір          |
| «Болінас» Bolinas             | CVE-36 | HMS Begum (D38) Бегем         |
| «Бастіан» Bastian             | CVE-37 | HMS Trumpeter (D09) Трампетер |
| «Карнегі» Carnegie            | CVE-38 | HMS Empress (D42) Емпрес      |
| «Кордова» Cordova             | CVE-39 | HMS Khedive (D62) Кедив       |
| «Дельгада» Delgada            | CVE-40 | HMS Speaker (D90) Спікер      |
| «Едісто» Edisto               | CVE-41 | HMS Nabob (D77) Набоб         |
| «Естеро» Estero               | CVE-42 | HMS Premier (D23) Прім'єр     |
| «Джамейка» Jamaica            | CVE-43 | HMS Shah (D21) Шах            |
| «Ківіно» Keweenaw             | CVE-44 | HMS Patroller (D07) Петролер  |
| «Принс» Prince                | CVE-45 | HMS Rajah (D10) Раджа         |
| «Наянтік» Niantic             | CVE-46 | HMS Ranee (D03) Рані          |
| «Пердідо» Perdido             | CVE-47 | HMS Trouncer (D85) Траунсер   |
| «Сансет» Sunset               | CVE-48 | HMS Thane (D48) Тейн          |
| «Сент-Ендрюс» St. Andrews     | CVE-49 | HMS Queen (D19) Квін          |
| «Сент-Джозеф» St. Joseph      | CVE-50 | HMS Ruler (D72) Рулер         |
| «Сент-Саймон» St. Simon       | CVE-51 | HMS Arbiter (D31) Арбітер     |
| «Верміліон» Vermillion        | CVE-52 | HMS Smiter (D55) Смайтер      |
| «Віллапа» Willapa             | CVE-53 | HMS Puncher (D79) Панчер      |
| «Вінджа» Winjah               | CVE-54 | HMS Reaper (D82) Ріпер        |

## Історія створення
Рішення про масове будівництво ескортних авіаносців на базі корпусів недобудованих транспортних суден було прийняте командуванням ВМС США одразу після нападу японців на Перл-Гарбор. За основу взяли транспорт типу S-3, варіант транспортного судна «Ліберті» з паротурбінною енергетичною установкою.
Авіаносці типу «Боуг» будувались двома серіями. Перша складалася з 21 корабля: 10 для США та 11 для Великої Британії (тип «Attacker»). Друга серія — 24 кораблі (тип «Ameer») будувалась спеціально для Великої Британії, але один з кораблів — «Принс-Вільям» — залишився в американців.
Всі кораблі першої серії перебудовувались з уже закладених транспортних суден, кораблі другої серії від початку закладались як авіаносці.

## Конструкція
При будівництві авіаносців типу «Боуг» враховувався досвід перебудови кораблів «Лонг-Айленд» та «Черджер», з деякими змінами. Так, порівняно з «Лонг-Айленд», авіаносці типу «Боуг» мали збільшену політну палубу (133 х 24,4 м) та 2 ліфти вантажопідйомністю 6,3 т та розмірами 12,6×10,1 м.
Ангар мав габарити 79,6 х 18,9×5,33 м. Палуба була обладнана катапультою H-II та аерофінішерами Mk-4/5A.
Запас авіаційного бензину становив 846 850 л (в кораблів, призначених для Великої Британії — 418 050 л).
Зенітне озброєння кораблів протягом війни постійно посилювалось. Наприклад, у травні 1943 року «Копахі» та «Кроатан» мали 2 127-мм гармати, 8х2 40-мм зенітних гармат «Бофорс» та 27 20-мм автоматів «Ерлікон».
До 1945 року число 40-мм «Бофорсів» на всіх авіаносцях довели до 20.
Радіотехнічне обладнання складалося з радарів SC, SK, а також радіомаяка YE.